# Yamuna
|  | No s'ha de confondre amb Jamuna. |

El riu Yamuna, Jamna o Jumna és un dels principals rius del nord de l'Índia. Amb una longitud total de 1.370 km, és un dels majors afluents del Ganges. Procedent de la glacera Yamunotri a una alçada d'uns 4500 m als vessants sud-oest dels cims Bandarpunch de l’Himàlaia inferior a Uttarakhand, recorre una longitud total de 1376 km i té un sistema de drenatge de 366.223 km², 0,2% de tota la conca del Ganges. Es fusiona amb el Ganges a Triveni Sangam, Allahabad, que és un lloc del Kumbhamela, un festival hindú que se celebra cada 12 anys el Yamuna (també apareix com Jumna i de vegades Jamuna, però aquest darrer el fa confondre amb altres rius a Bengala (regió)) neix a la serralada de l'Himàlaia prop de la muntanya Bandarpunch (6.427 metres) i flueix per diversos estats inclosa la capital Delhi, creuant la vall de Dun, divideix el Kiarda Dun del Dehra Dun, rep al Giri i a l'Asan (per l'est i l'oest), passa els Siwaliks (on rep al Tons), forma el límit entre Panjab i Haryana. Prop de Faizabad dona origen a dos importants canals, el Canal Occidental del Yamuna i el Canal Oriental del Yamuna i després agafa curs cap al sud i corre durant uns 130 km fins a arribar a Delhi, on origina el Canal d'Agra, i després segueix cap al sud-est per Uttar Pradesh fins Dankaur on torna a girar cap al sud, rebent a l'est el Kotha Nadi i el Hindan, i a l'oest el Sabi Nadi. Va cap a Muttra, passa a tocar d'Agra i rep el Banganga, i poc abans de Jalaun li arriba el Chambal; després se li uneixen més endavant el Sengar, el Non i el Rind i prop d'Hamirpur el Betwa i després el Ken abans d'unir-se al Ganges a Allahabad.

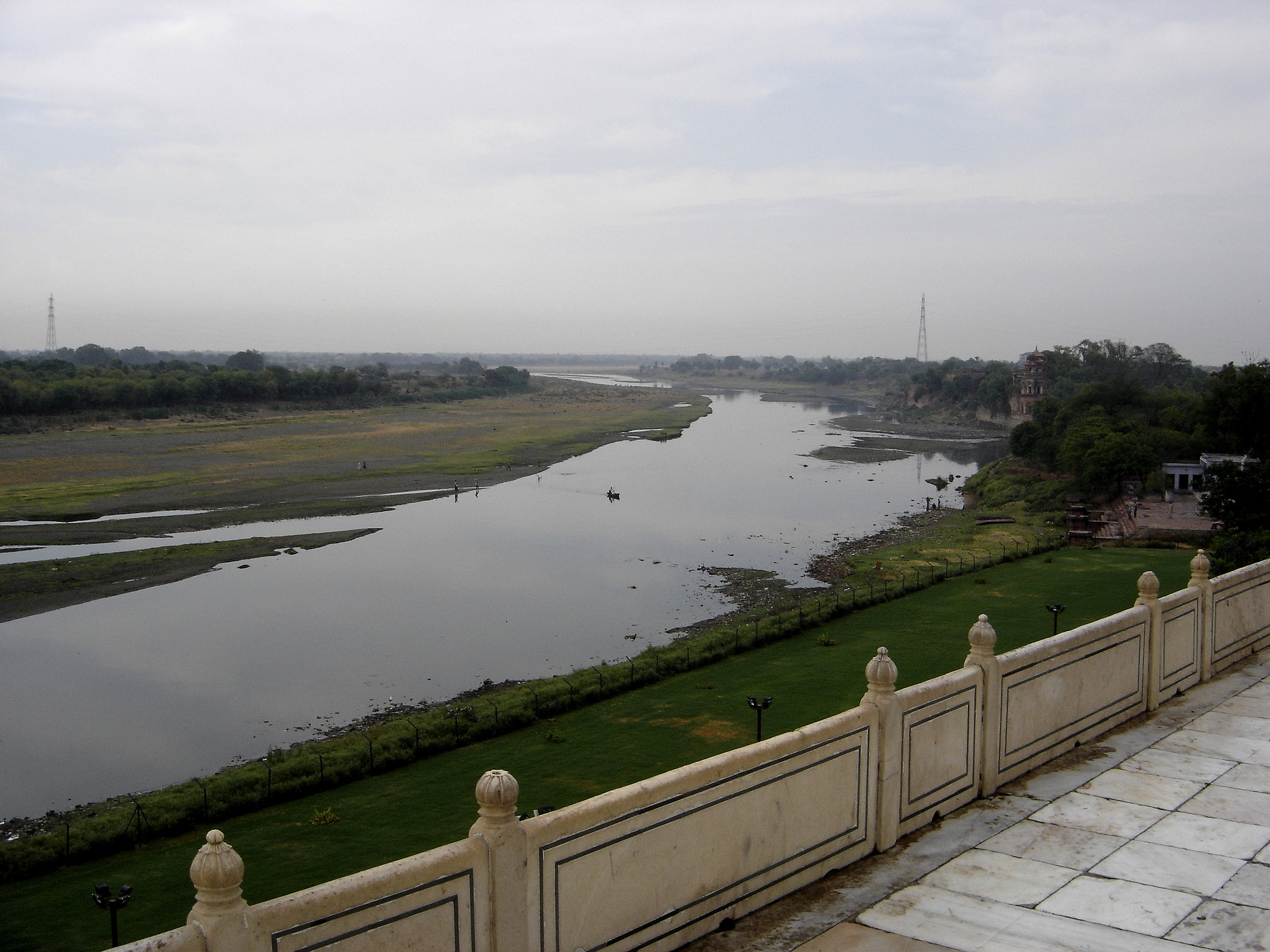
El Yamuna a Agra

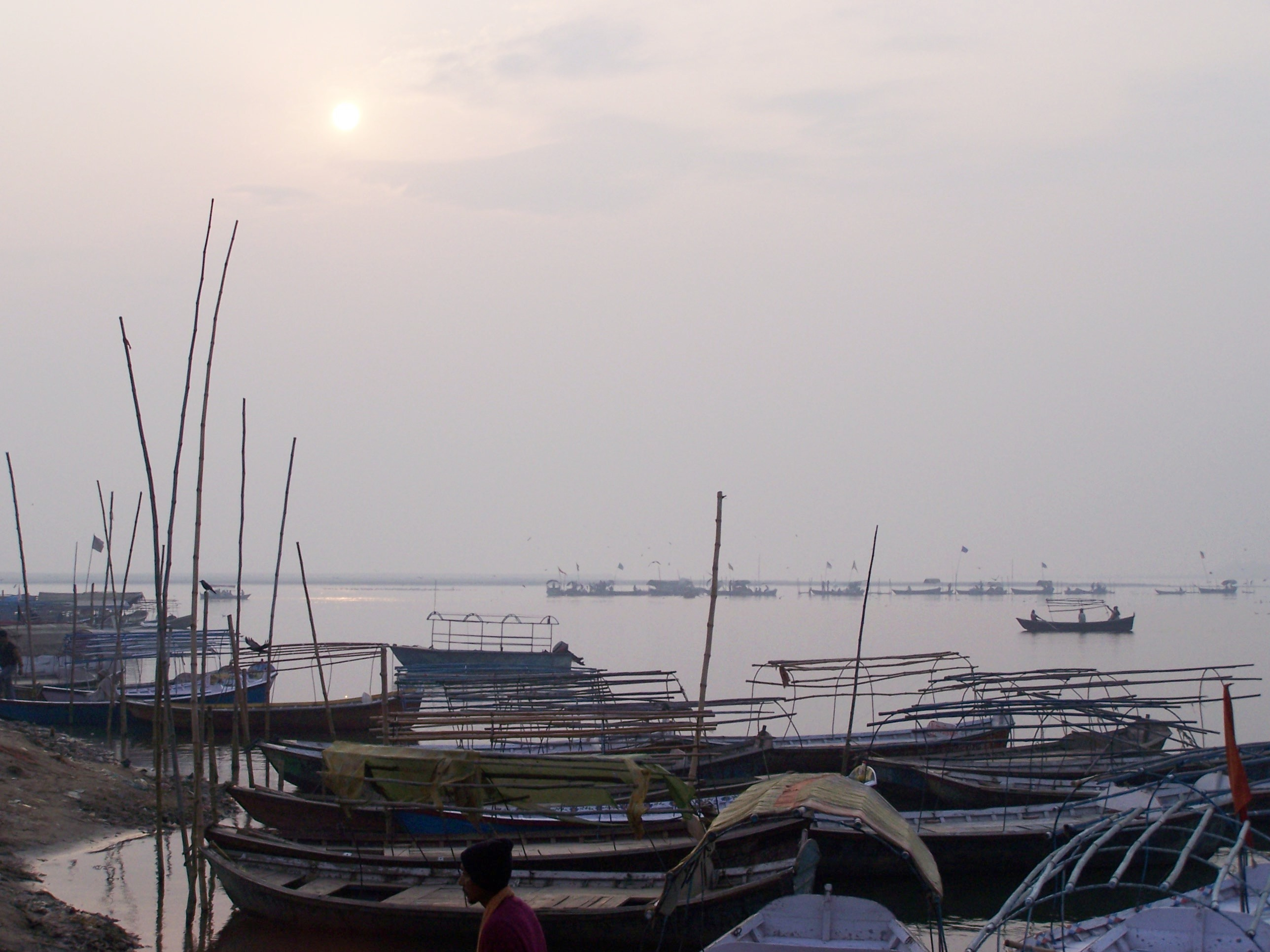
El Triveni, o la confluència del Yamuna i el Ganges

Les ciutats de Delhi, Mathura i Agra entre moltes altres, estan situades a la riba d'aquest riu i algunes són abastides amb la seva aigua. L'àrea irrigada pel Yamuna és de km².
A les riberes del riu es troben nombrosos edificis destacats, com el Taj Mahal d'Agra. Encara que en altres temps va ser una artèria de comunicació important, en l'actualitat el riu s'utilitza bàsicament per regar els terrenys que travessa. A prop d'uns 57 milions de persones depenen directament de les seves aigües.
El Yamuna és un dels set rius sagrats de l'Índia i és, després del Ganges, el riu més sagrat. D'acord amb la llegenda, la deessa del riu és la germana del déu hindú de la mort, el déu Yama, i germana del déu del sol, Surya. Segons el Mahabharata, el déu Krixna va passar la seva infància a les aigües d'aquest riu.
Igual que el Ganges, el Yamuna és molt venerat en l'hinduisme i adorat com la deessa Yamuna. En l'hinduisme és la filla del déu del sol, Súrya, i la germana de Yama, el déu de la mort, per la qual cosa també es coneix com Yami. Segons les llegendes populars, banyar-se a les seves aigües sagrades allibera dels turments de la mort.
Travessa diversos estats: Haryana i Uttar Pradesh, passant per Uttarakhand i més tard per Delhi, i trobant els seus afluents en el camí, incloent-hi Tons, Chambal, el seu afluent més llarg que té la seva pròpia gran conca, seguit de Sindh, el Betwa i Ken. Des d'Uttarakhand, el riu desemboca a l'estat d'Himachal Pradesh. Després de passar Paonta Sahib, el Yamuna flueix al llarg del límit de Haryana i Uttar Pradesh i després de sortir de Haryana continua fluint fins que es fusiona amb el riu Ganges a Sangam o Prayag a Allahbad (Uttar Pradesh). Ajuda a crear la regió al·luvial altament fèrtil del Ganges-Yamuna Doab entre ella i el Ganges a la plana Indogangètica.
Gairebé 57 milions de persones depenen de les aigües de Yamuna, i el riu representa més del 70 % del subministrament d'aigua de Delhi. Té un cabal anual de 97.000 milions de metres cúbics, i cada any es consumeixen prop de 4.000 milions de metres cúbics (dels quals el reg constitueix el 96 %). Al; Hathni Kund, les seves aigües es desvien en dos grans canals: el canal de Yamuna occidental que flueix cap a Haryana i el canal de Yamuna oriental cap a Uttar Pradesh. Més enllà d'aquest punt, el Yamuna s'uneix amb el Somb, un rierol estacional de Haryana, i pel riu Hindon, molt contaminat, prop de Noida, pel desguàs de Najafgarh, prop de Wazirabad i per diversos altres desguassos, de manera que continua només com un desguàs que porta aigües residuals. abans d'unir-se al Chambal a Pachnada al districte d'Etawah d'Uttar Pradesh.
La qualitat de l'aigua a Upper Yamuna, com els 375 km el llarg tram de Yamuna s'anomena des del seu origen a Yamunotri fins a la presa d'Okhla, és de "qualitat raonablement bona" fins a la presa de Wazirabad a Delhi. Per sota d'això, l'abocament d'aigües residuals a Delhi a través de 15 drenatges entre la presa de Wazirabad i la presa d'Okhla fa que el riu estigui molt contaminat. Presa de Wazirabad fins a Barrage d'Okhla, 22 km tram de Yamuna a Delhi, és menys del 2% de la longitud total de Yamuna, però representa gairebé el 80% de la contaminació total del riu, 22 de les 35 plantes de tractament d'aigües residuals a Delhi no compleixen els estàndards d'aigües residuals prescrits per Delhi. Comitè de Control de la Contaminació (DPCC). Hi ha quatre causes principals de la contaminació de Yamuna a Delhi: la mala qualitat de l'aigua alliberada per les plantes de tractament d'efluents, els dipòsits domèstics i municipals, l'erosió del sòl a conseqüència de la desforestació que es produeix per donar pas a l'agricultura i el rentat químic resultant de fertilitzants, herbicides., pesticides i escorrentia d'activitats comercials i llocs industrials. Un funcionari va descriure el riu com un "desguàs d'aigües residuals" amb valors de demanda bioquímica d'oxigen (DBO) que oscil·laven entre 14 i 28 mg/L i alt contingut de coliformes.

## Conca

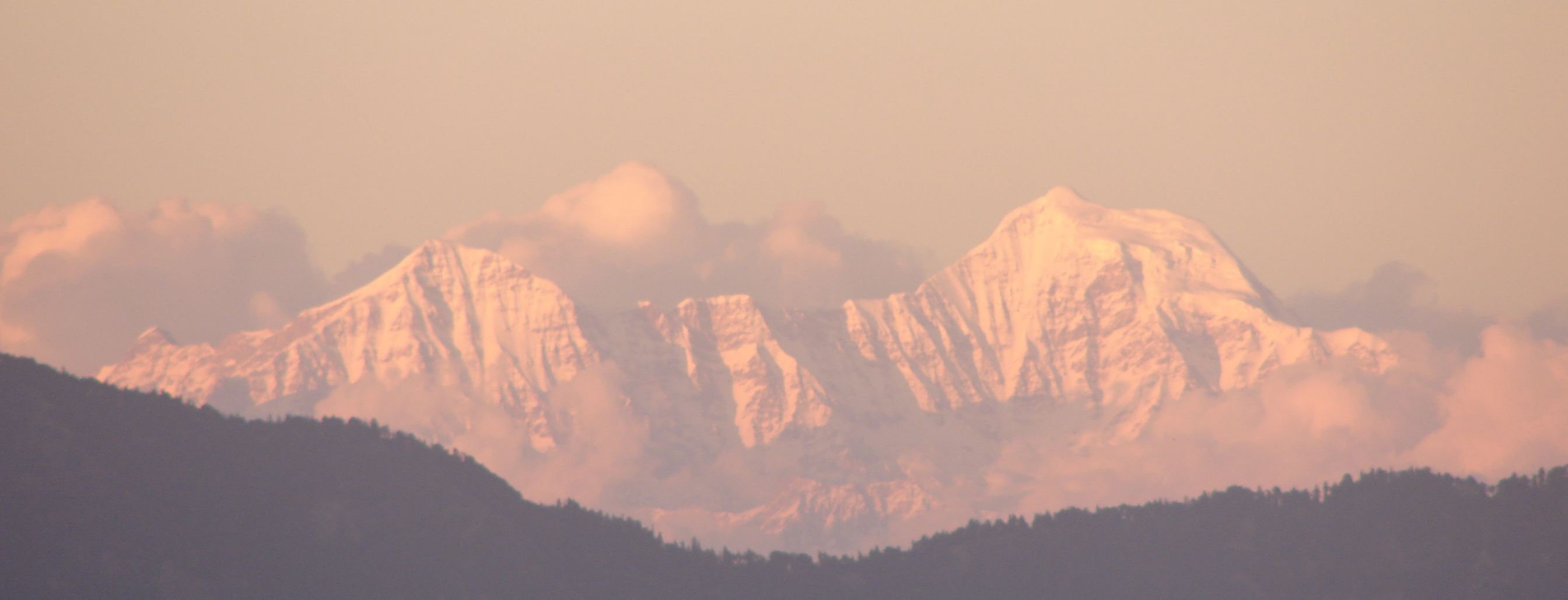
Cim Banderpoonch, la font de Yamuna, vist des de Mussoorie

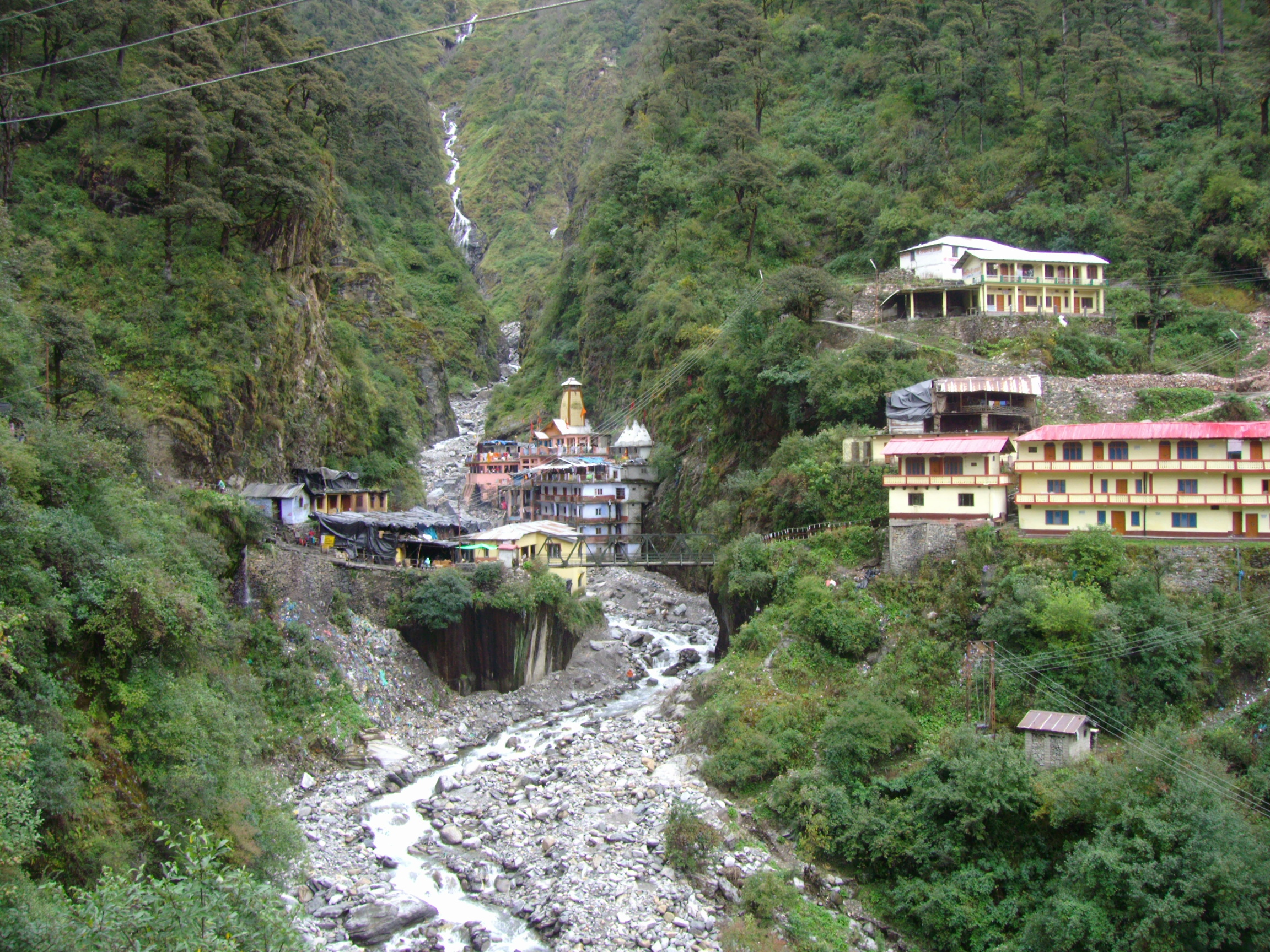
El temple Yamunotri al riu, dedicat a la deessa Yamuna.

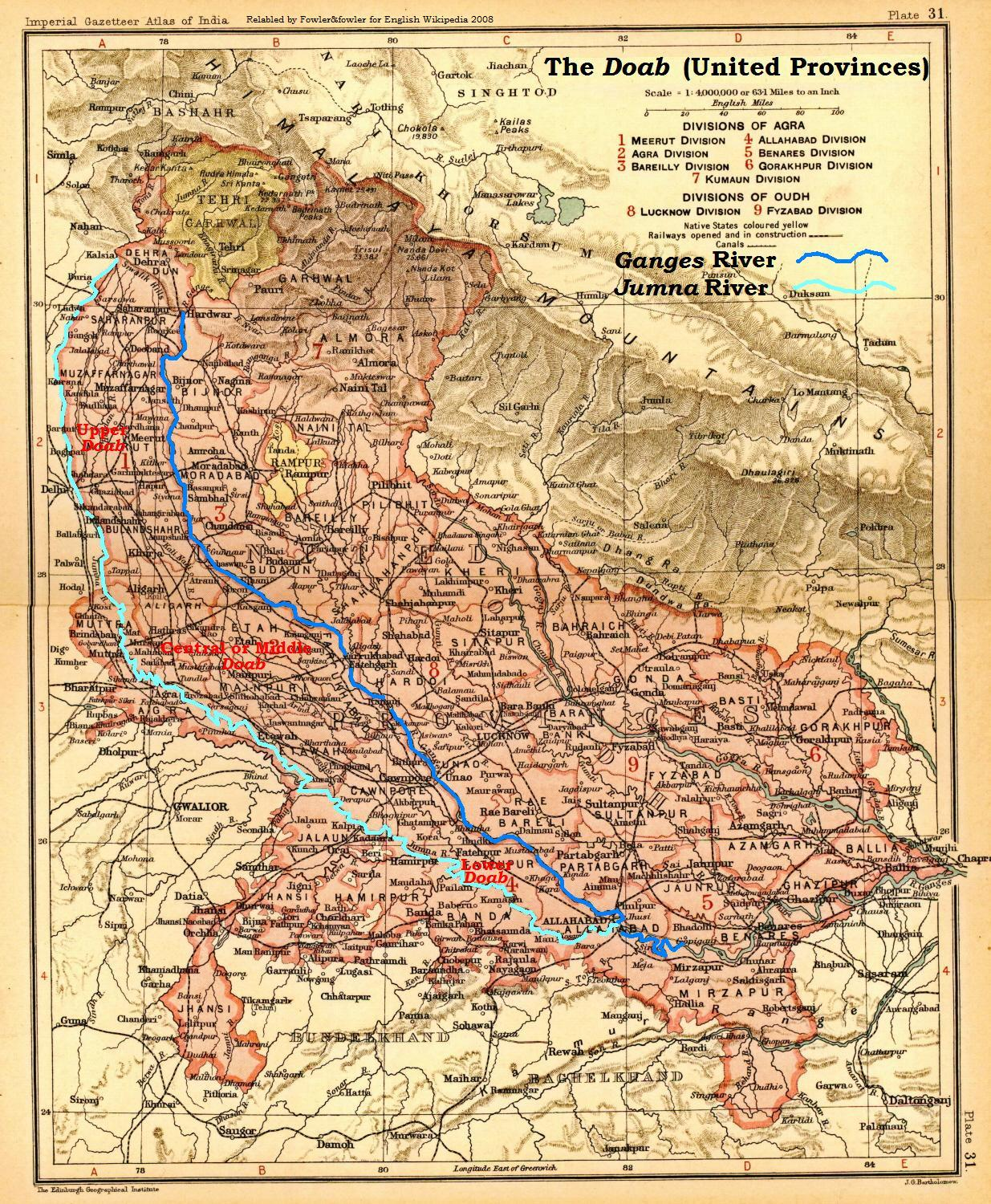
The Doab, Províncies Unides, 1908

### Paleocanals: afluent de Sarasvati
L'actual riu Sarsuti que neix als turons de Shivalik a la frontera d'Himachal i Haryana i es fusiona amb el riu Ghaggar prop de Pehowa és el paleocanal de Yamuna. Yamuna va canviar el seu curs cap a l'est a causa d'un desplaçament en el pendent de l’escorça terrestre causat per la tectònica de plaques.

### Canal actual

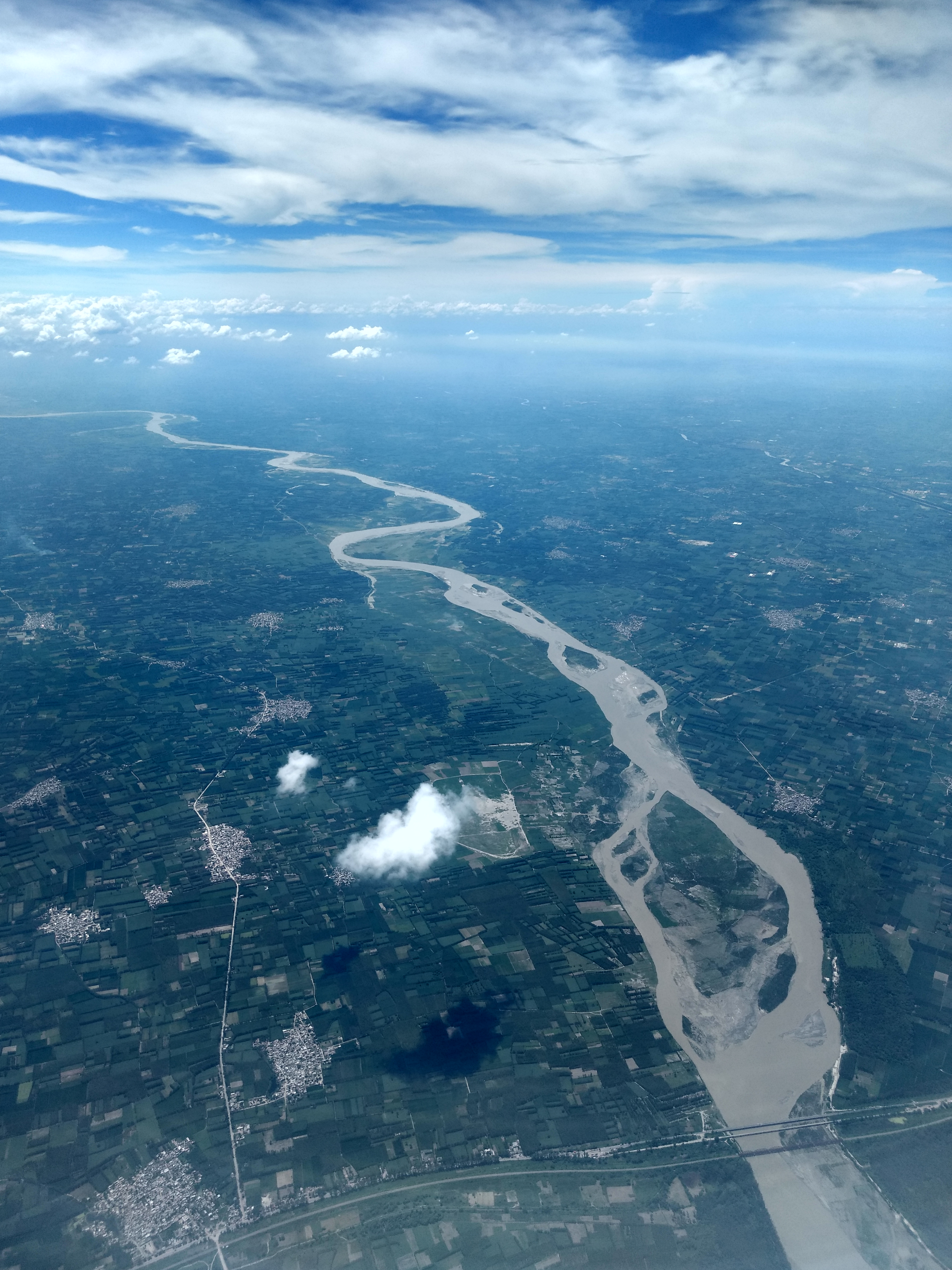
Riu Yamuna entre Saharanpur i Yamunanagar

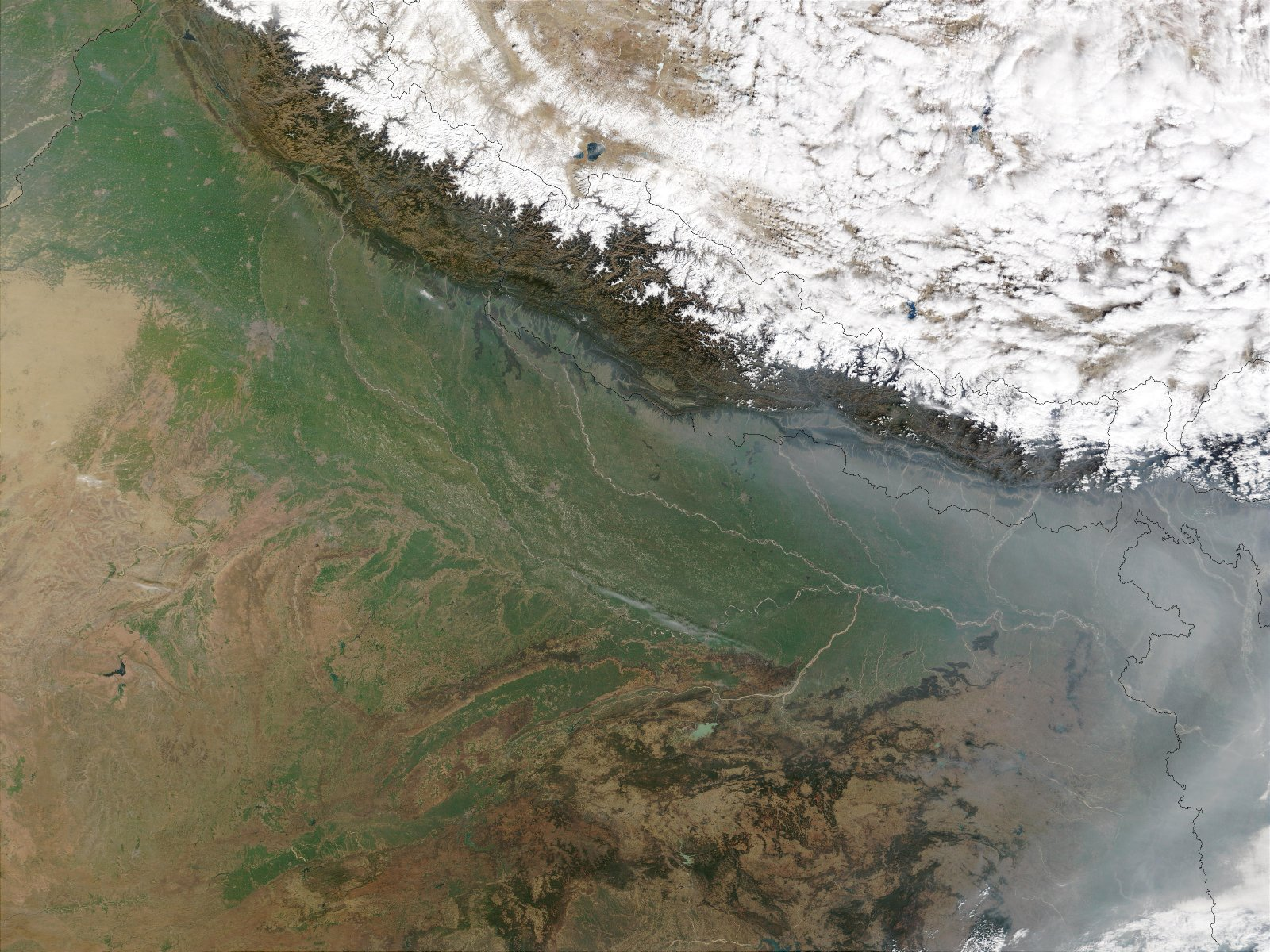
Curs de Yamuna, a la plana indogangètica

### Afluents importants

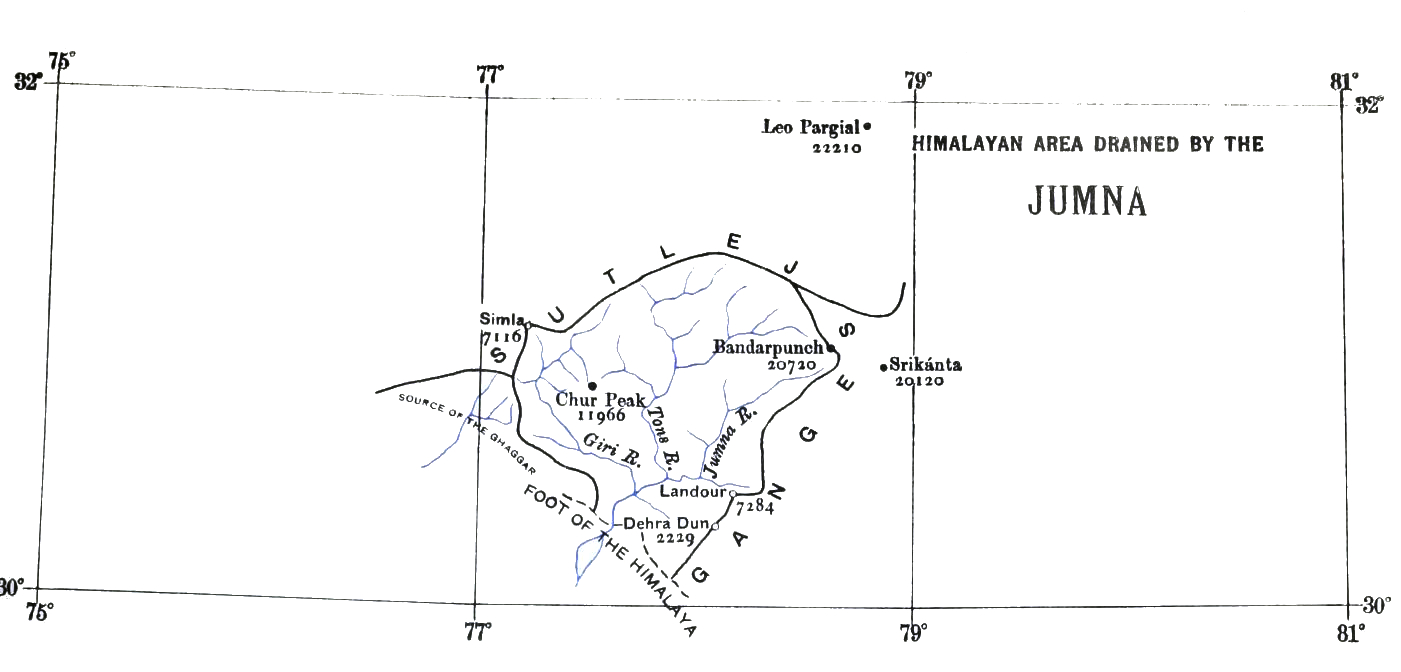
Límit de captació del Yamuna

## Fons

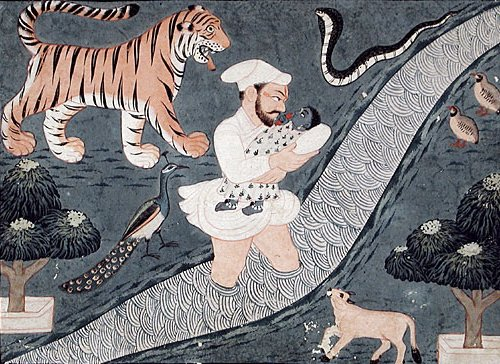
Vasudev portant el nadó Lord Krixna a través del Yamuna, una llegenda important de Bhagavata Purana, mitjans del segle XVIII

### Reg

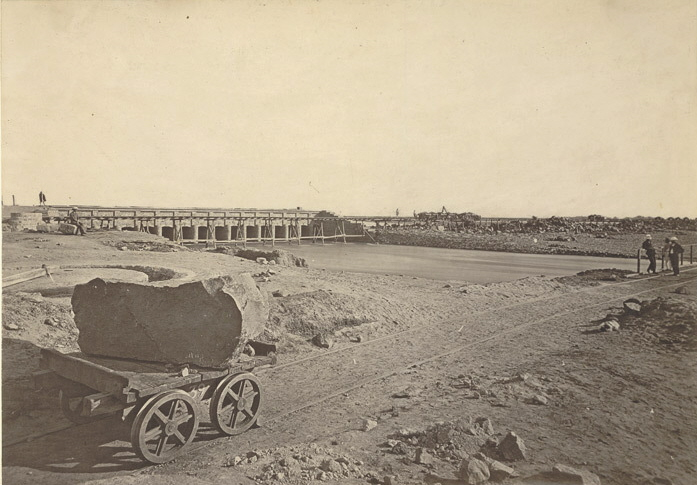
Obres del canal d'Agra a la presa d'Okhla, Delhi, 1871

## Importància religiosa

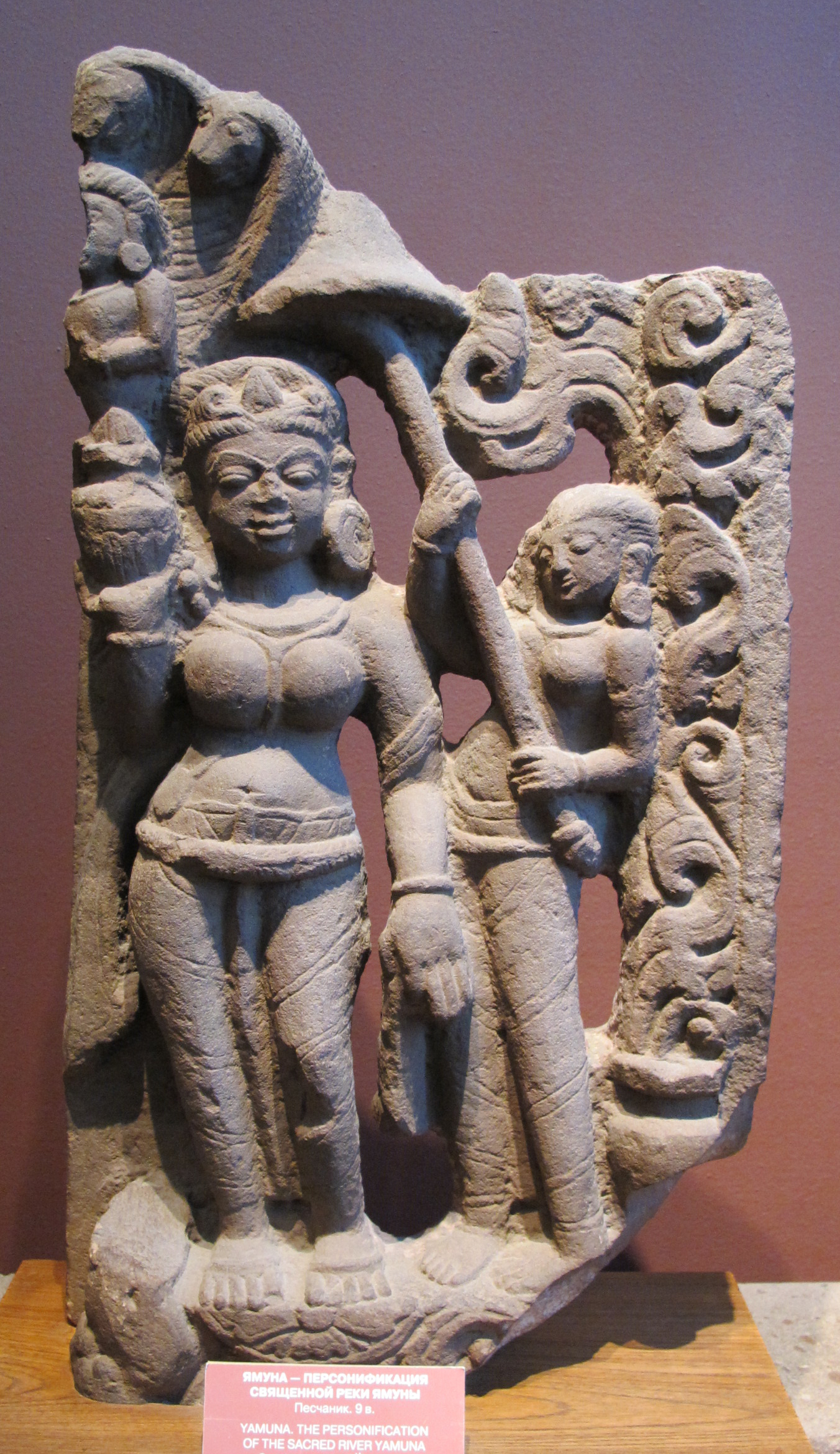
La deessa Yamuna

## Ecologia

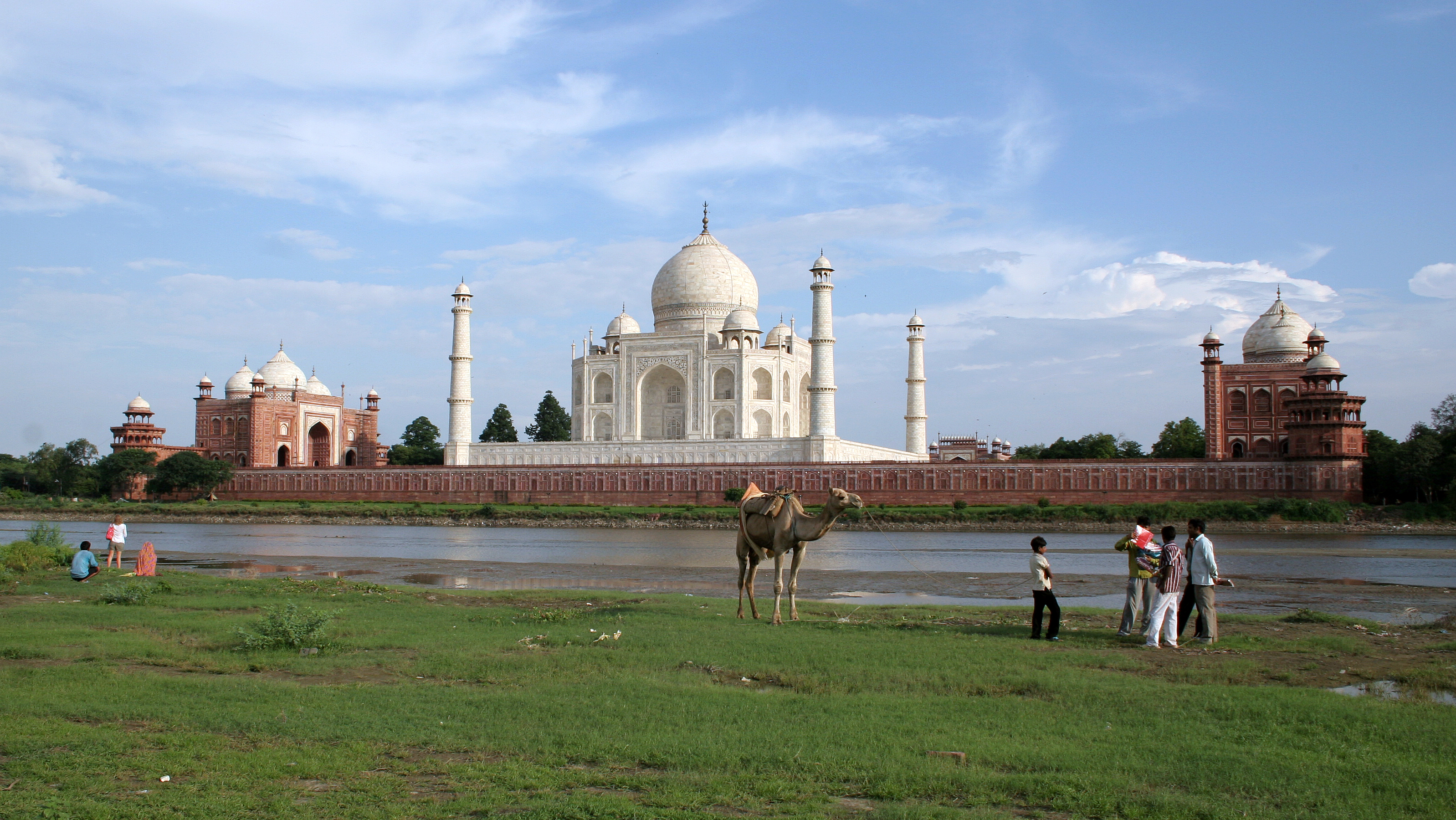
El Taj Mahal està situat a la vora del riu Yamuna.

## Pol · lució

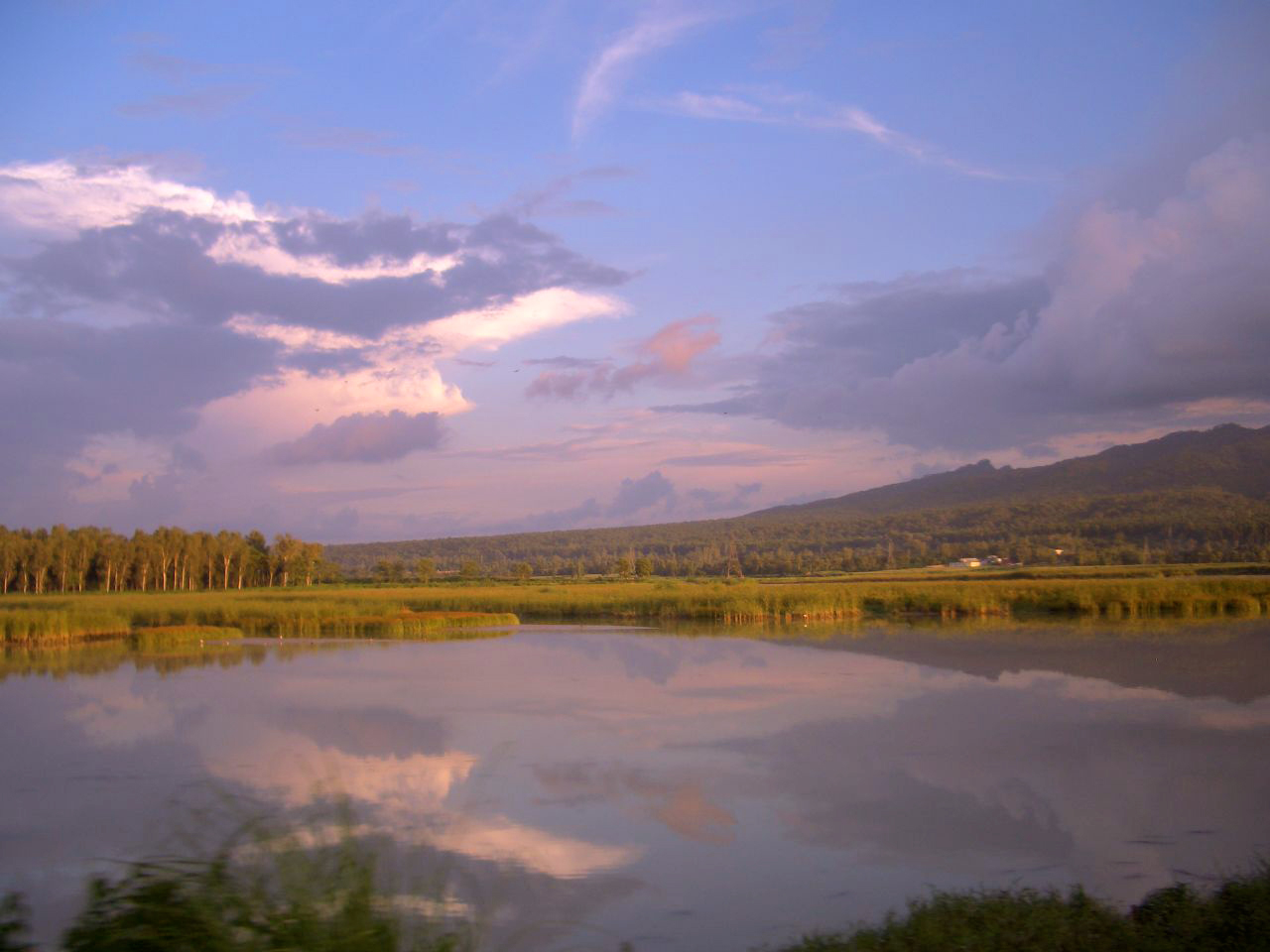
El Yamuna prop de l'Himàlaia, just quan arriba a les planes, més enllà de Dehradun a Uttarakhand

## Galeria

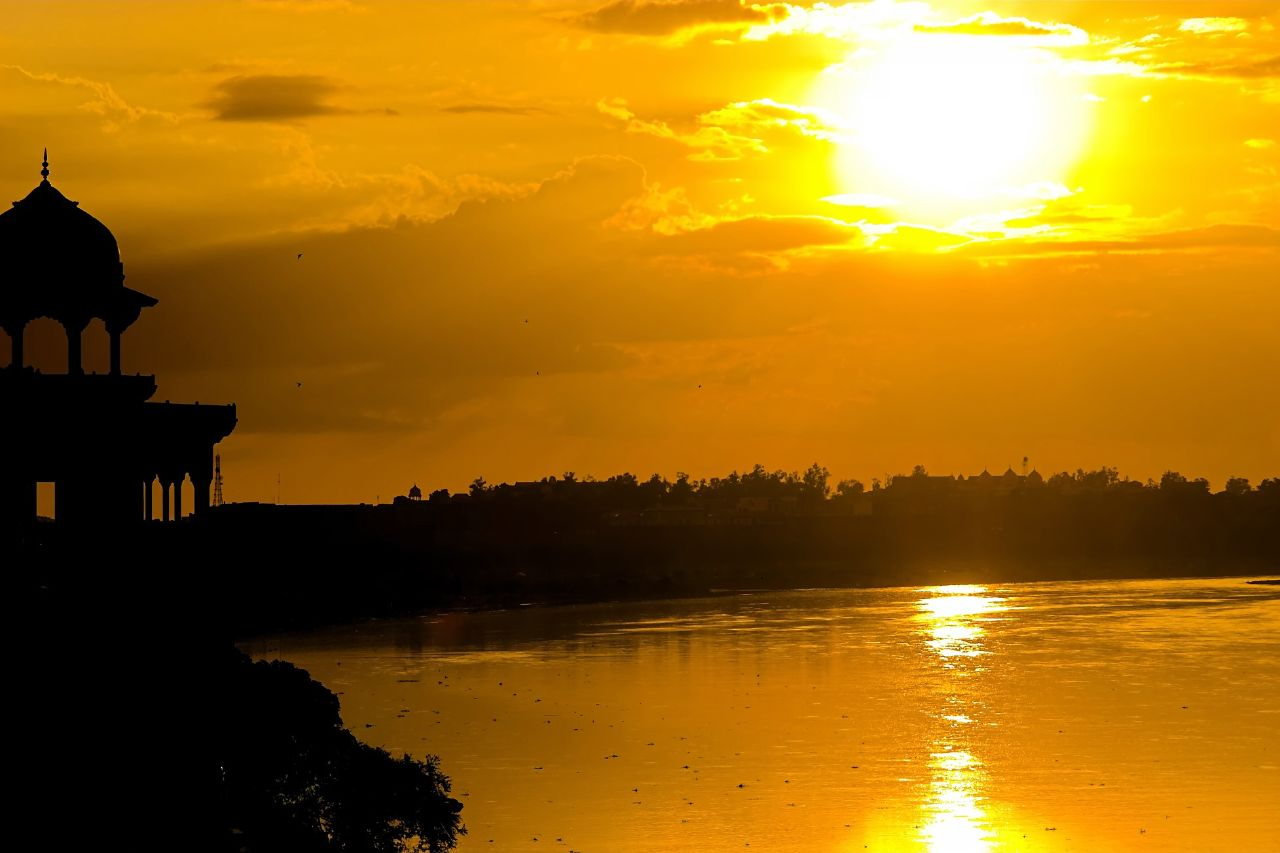
El Yamuna, vist des del Taj Mahal a Agra a Uttar Pradesh
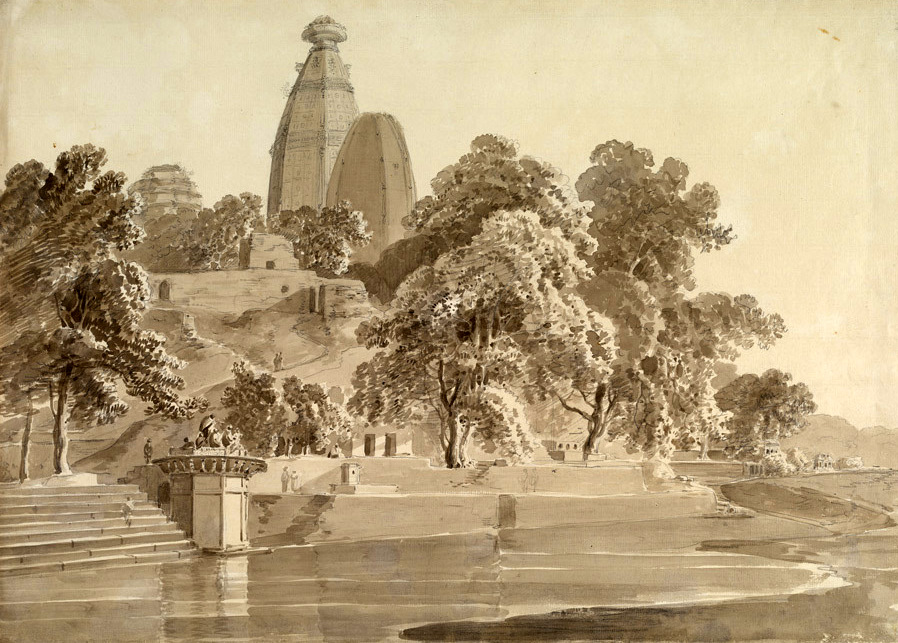
temple de Madan Mohan, al Yamuna de Vrindavan a Uttar Pradesh, 1789; el riu s'ha desplaçat més lluny
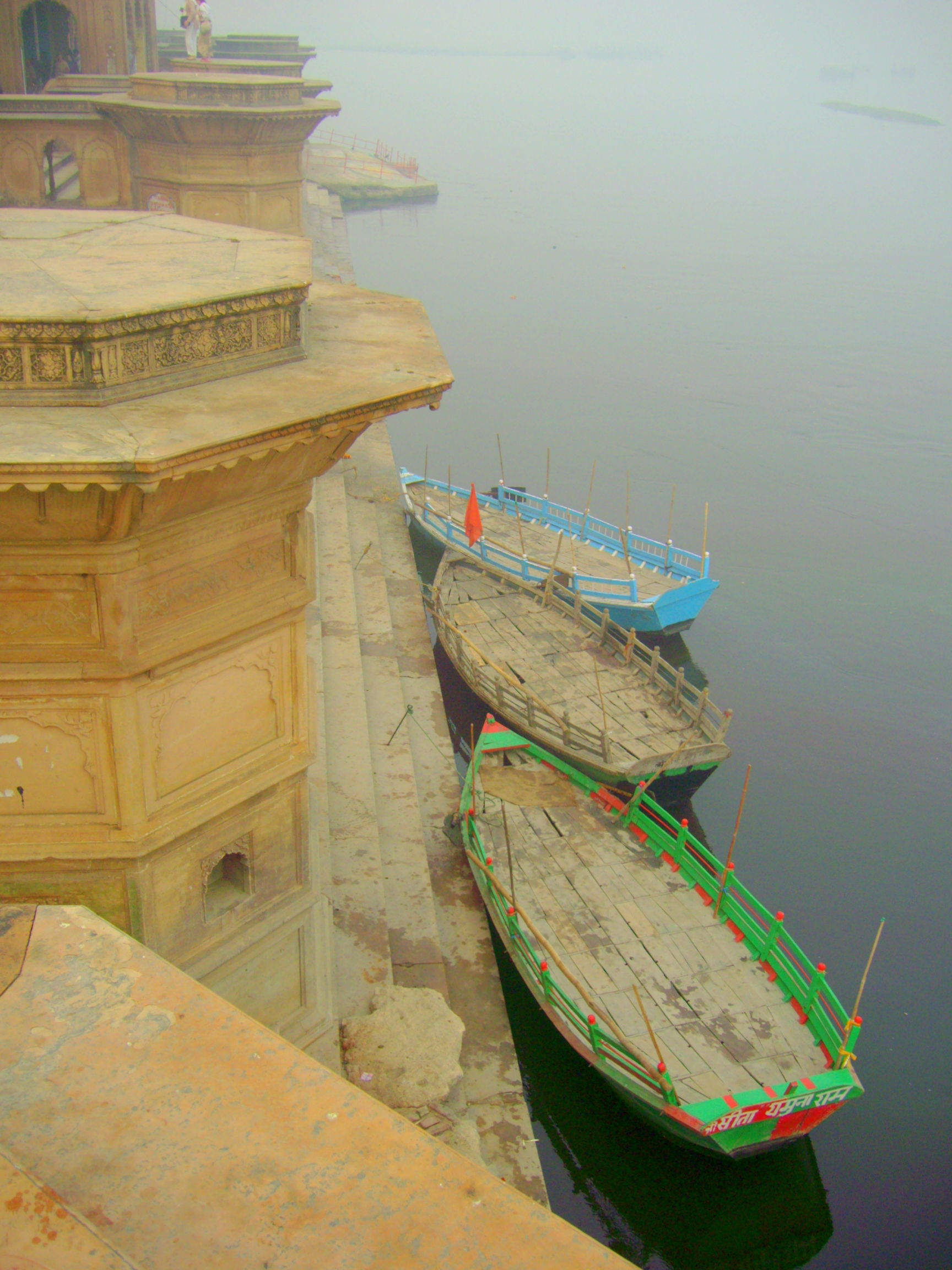
"Keshi Ghat" al Yamuna a Vrindavan a Uttar Pradesh
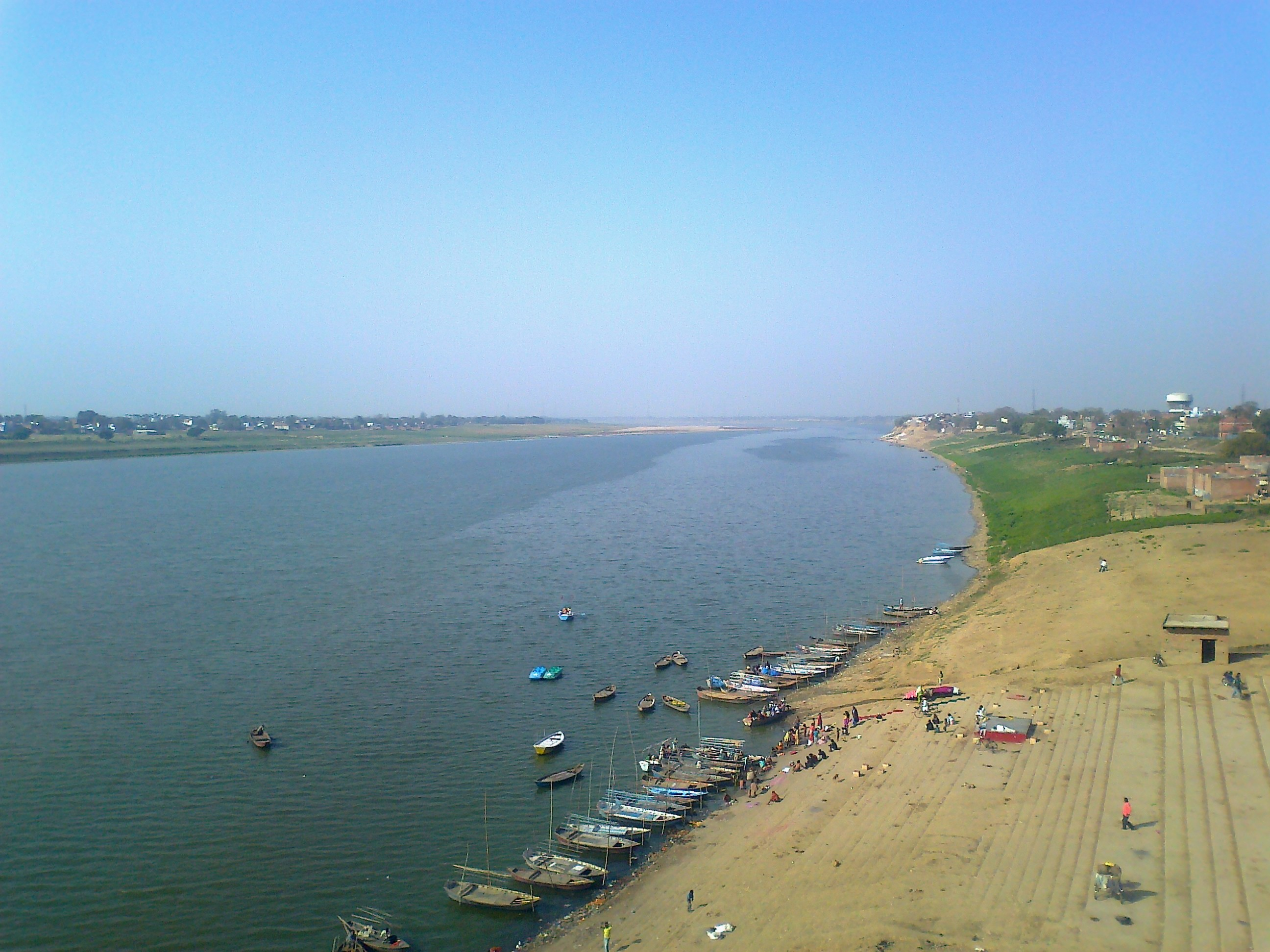
El Yamuna prop d'Allahabad a Uttar Pradesh, només uns quants quilòmetres abans de trobar-se amb el Ganges
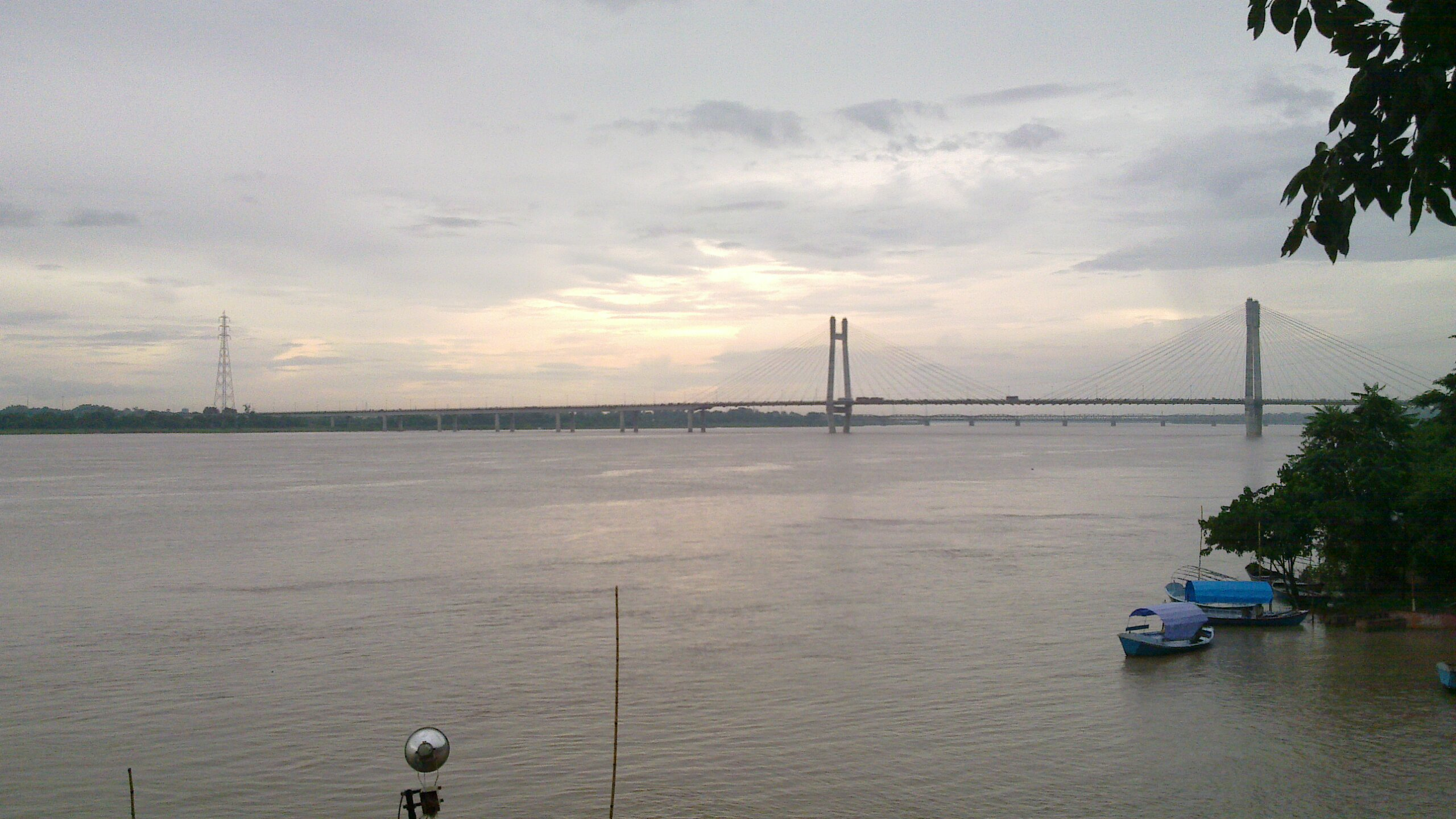
El Yamuna prop d'Allahabad a Uttar Pradesh, durant el monsó
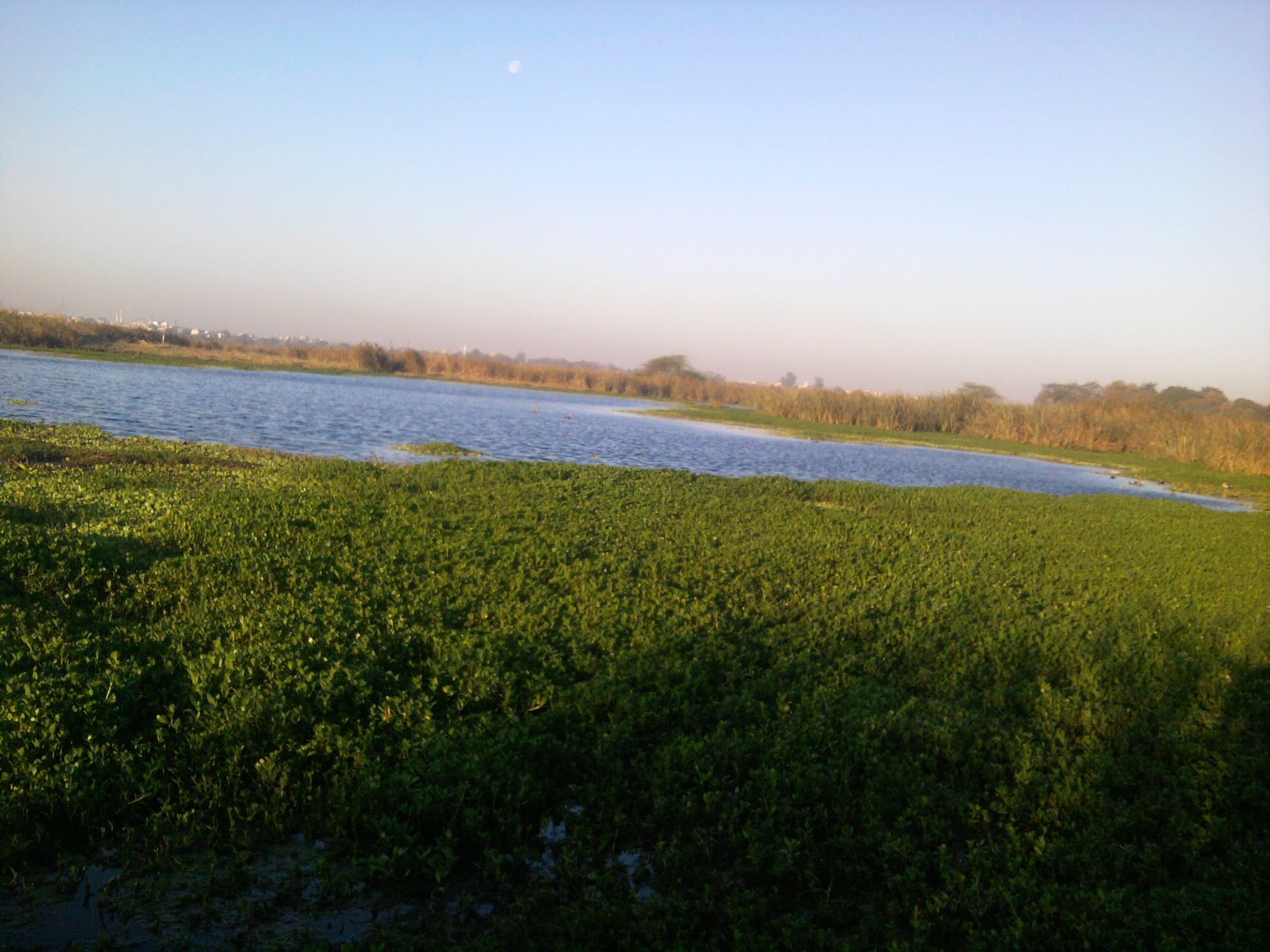
Vista de Yamuna des del santuari d'Okhla
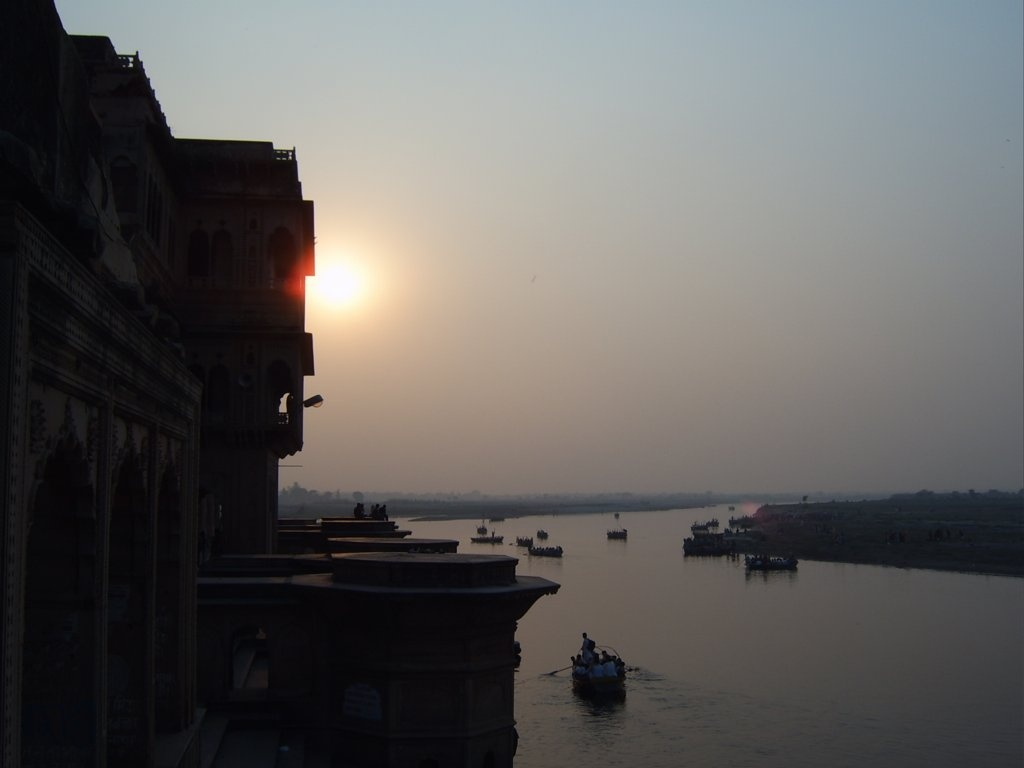
Vista de Yamuna des de Kesi Ghata
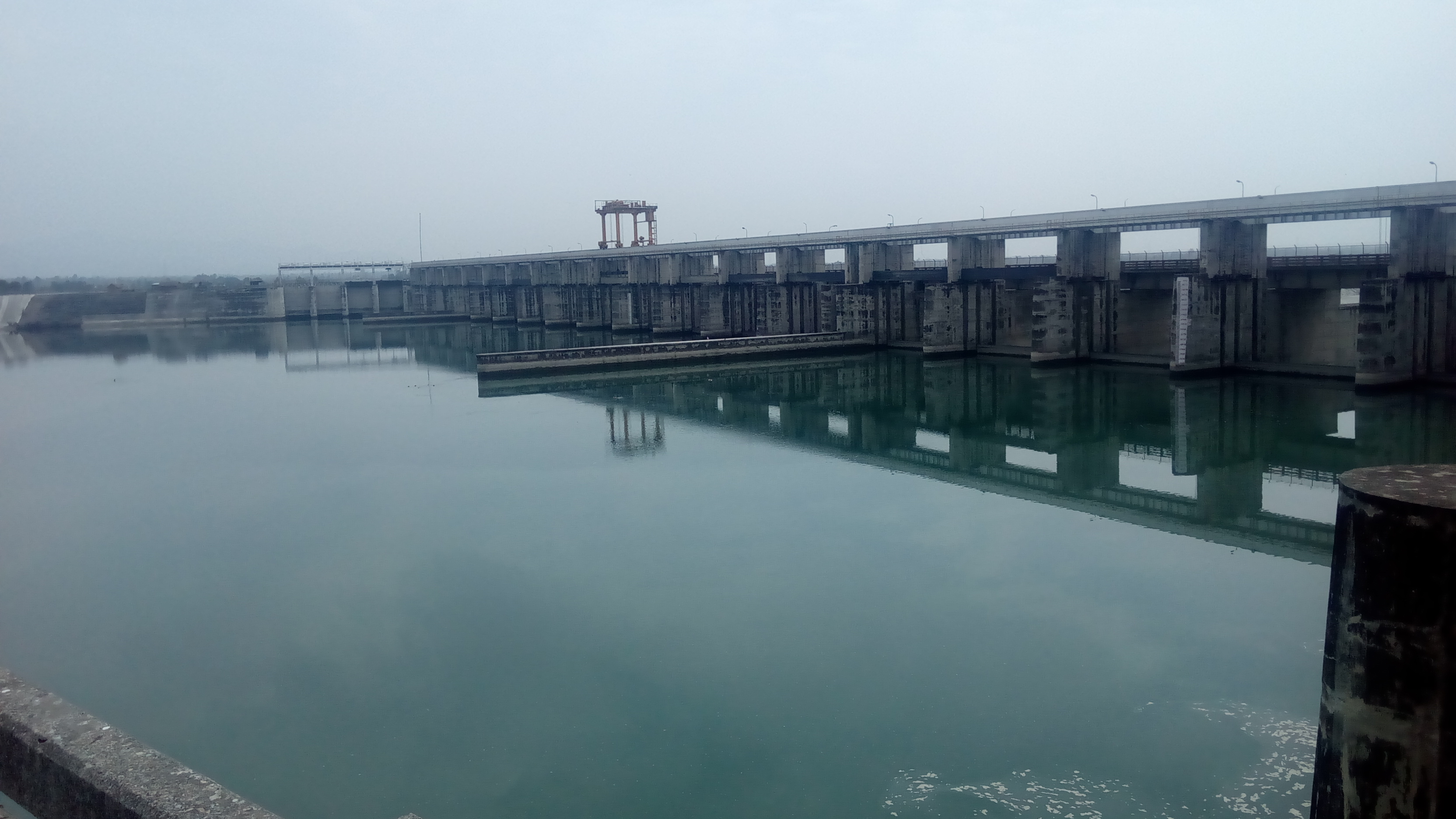
La vista de Yamuna des de Hathni Kund Barrage